# Первомайский (Красноярский край)

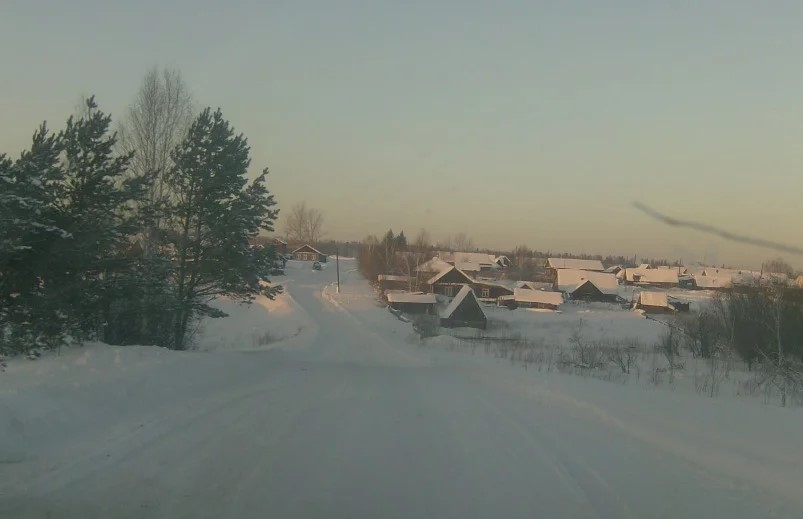
Въезд в посёлок

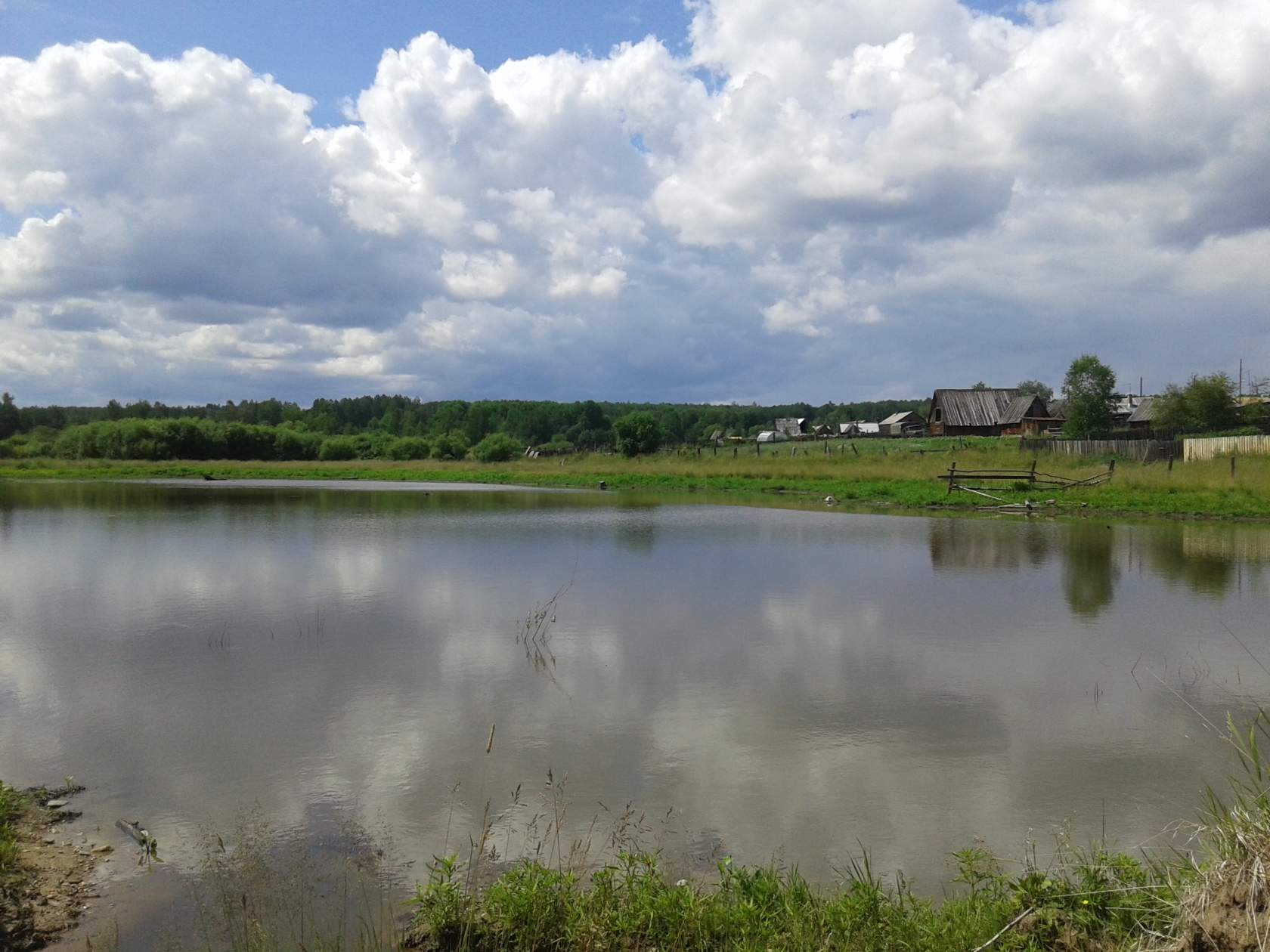
Пруд Зелёный

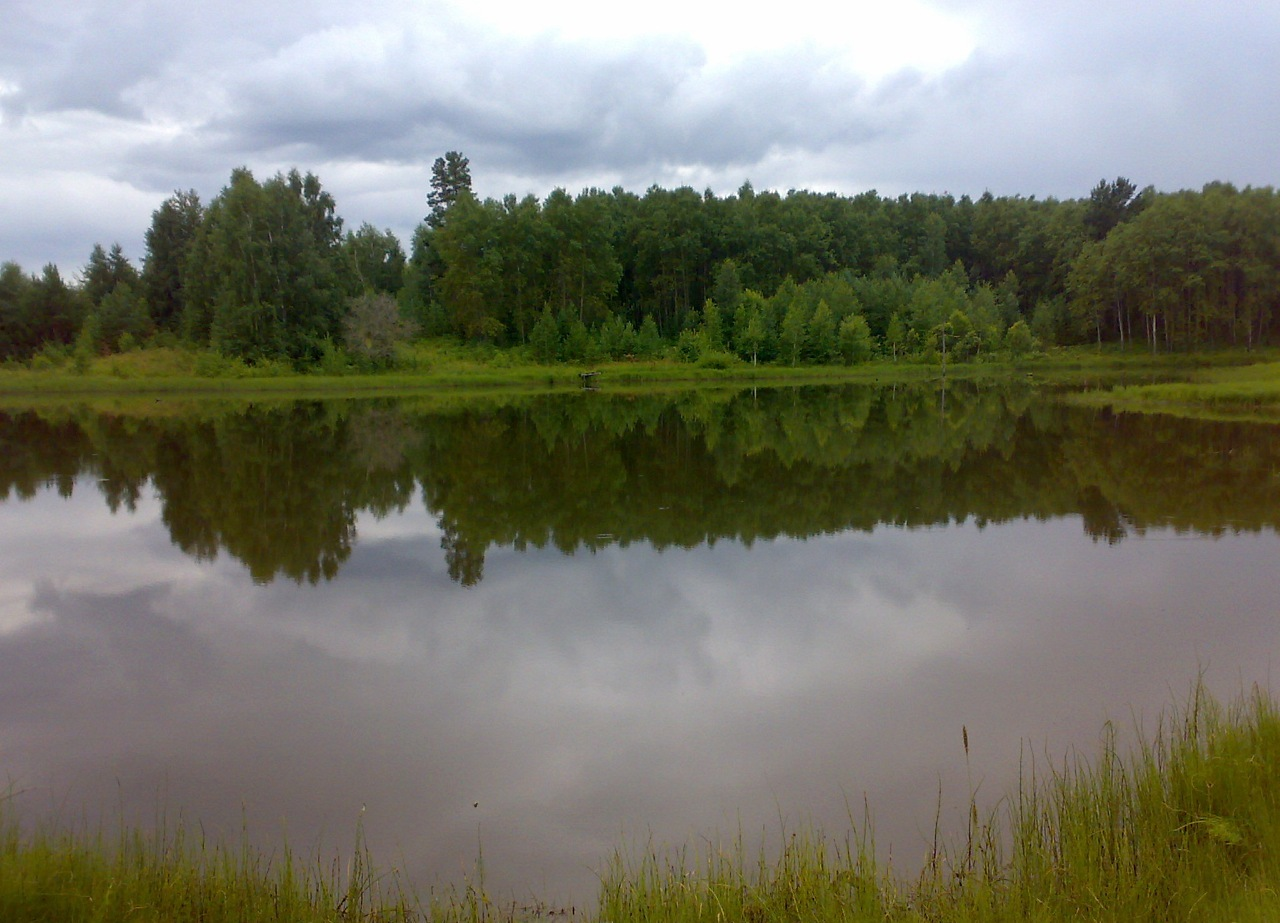
Нижний пруд

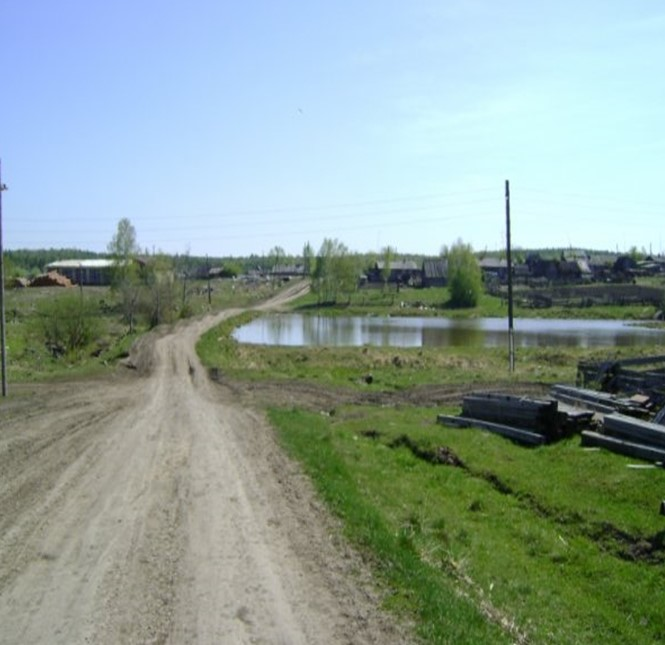
Пруд Конский

Первомайский — посёлок в Емельяновском районе Красноярского края. Входит в состав Гаревского сельсовета.

## География
Посёлок находится на севере района, в 58 км к северу от районного центра поселка Емельяново и в 77 км к северу от краевого центра Красноярск. До сельсовета в посёлке Гаревое 28 км.
На въезде в поселок расположена река 1-я Мостовая, которая тянется вдоль всего Первомайского, посёлок так же разделяет на две части ручей Калининка. Так же есть четыре водоёма: Лесной пруд, Конский пруд, Нижний пруд и Верхний. В 10 км к западу от поселка протекает река Малый Кемчуг.                                                                                                                                                                                                                                                                                                                                                                                                                                                                Абсолютная высота — 319 метров над уровнем моря.
Первомайский находится в часовой зоне МСК+4 («красноярское время») — соответствует UTC+7.

## Климат
Климат характеризуется как резко континентальный, с продолжительной морозной зимой и коротким тёплым летом. Средняя температура воздуха самого тёплого месяца (июля) составляет 19 °C (абсолютный максимум — 38 °C); самого холодного (января) — −16 °C (абсолютный минимум — −53 °C). Продолжительность безморозного периода составляет в среднем 95 — 115 дней. Среднегодовое количество атмосферных осадков составляет 430—680 мм, из которых большая часть выпадает в летний период.

## Население
| 2010 |
| ---- |
| 299  |

## Инфраструктура
В Первомайском действуют магазин, фельдшерско-акушерский пункт, сельский клуб, библиотека, почта, пилорама. Школа закрыта, учеников возят на учёбу в село Талое. Продолжает работать Мало-Кемчугское лесничество.

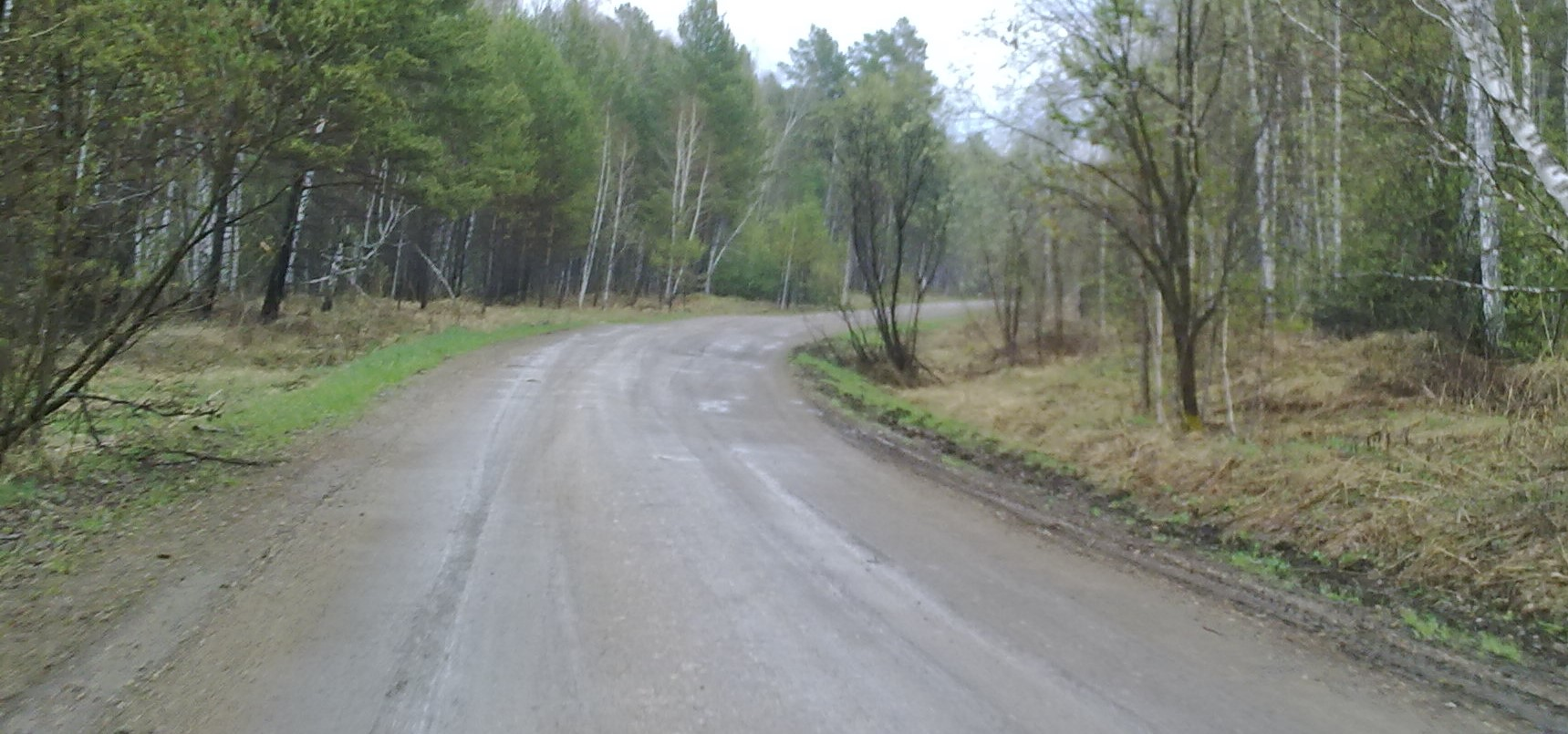
Дорога в посёлок.
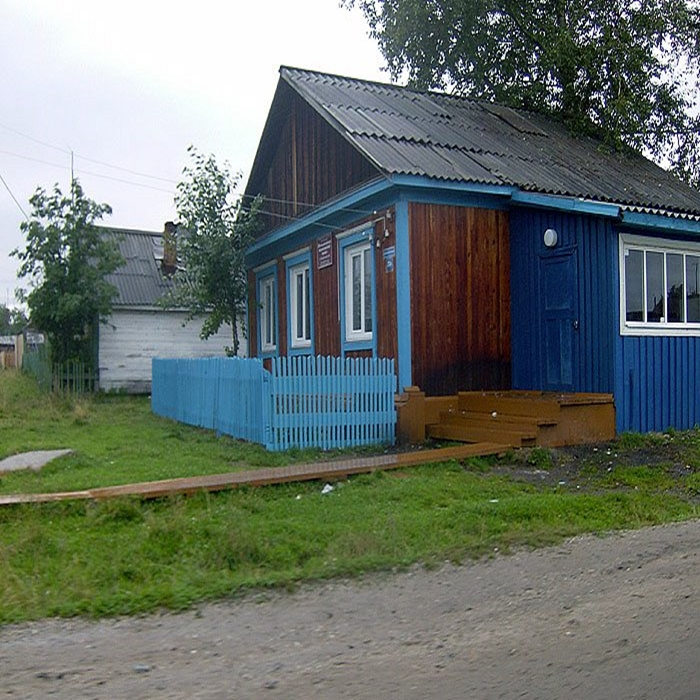
Фельдшерско-акушерский пункт.
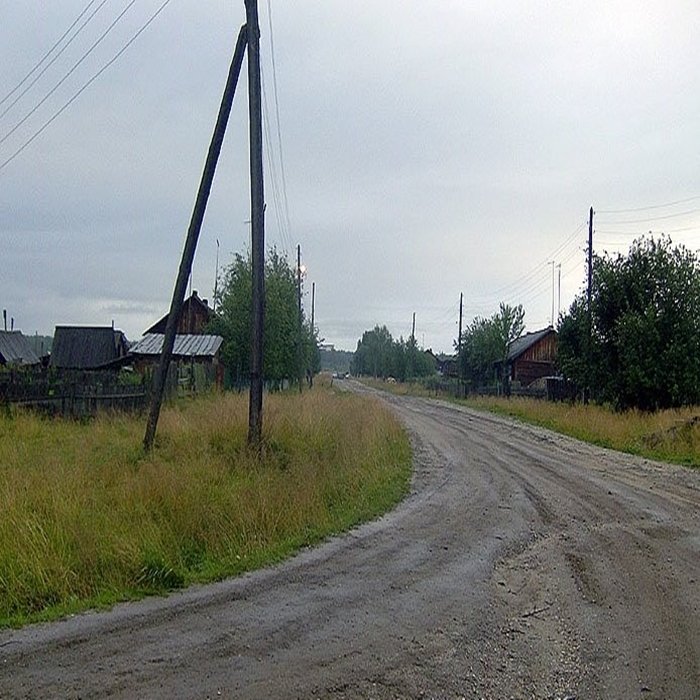
Улица Центральная.

## Транспорт
Добраться до посёлка можно как со стороны Енисейского тракта, так и с Московского. Связь с краевым центром осуществляется тремя автодорогами районного значения: Первомайский-Борск-Красноярск, Первомайский-Устюг-Красноярск, Первомайский-Емельяново-Красноярск. Есть автобусное сообщение с районным центром.

## История
История поселка Первомайский (Калининка) начинается с августа 1949 г., когда организовался Мостовской химлесхоз. Производство было налажено на базе добычи живицы. В зимнее время проходило окоренение сосен, весной тянули желоба, а летом вели подсочку, то есть резали хаками неглубокие борозды и по ним в воронки стекала живица (сосновая смола). Женщины ведрами носили живицу и сливали ее в бочки. Из Красноярска приходили машины, которые увозили бочки в город. Часть рабочих заготавливали лес для строительства домов и других объектов. Лес пилили вручную, доски тоже пилили вручную. Дома строили из круглого леса, крыши крыли дранкой. Машин не было, все работы осуществлялись на конях. Дороги были плохие, машины ходили из Красноярска через Шилу, Ленинку и Мостовую. Семьи рабочих сначала жили в деревнях Мостовая и Ново-Троицкое (или Маховая). Потом была построена избушка, в которой рабочие или, как их еще называли, «вздымщики» отдыхали и даже ночевали. Возле пруда Конского была построена пихтоварка. Поселок начал строиться летом 1950 г. Первым домом был дом Лавренева Дмитрия Васильевича. После него было сразу построено три дома вверх от дома Лавренева. До 1952 г. в поселке работал один участок, мастером которого был Лавренев Дмитрий Васильевич. Конторы в поселке не было, был красный уголок в бондарном цехе. Основная контора находилась в с. Талое, потом ее перевели в Шилу. В 1951 г. были построены пекарня, магазин, баня, конюшня, бондарный цех. В 1952 г. была открыта начальная школа, она была приспособлена в жилом доме. Одна половина дома была занята под школу и квартиру учителя, а в другой половине жили две семьи. Учеников в школе было человек двадцать из всех четырех классов. Дети учились в две смены. В восьмилетнюю школу ходили пешком в п. Гаревое, через Мостовую, пока не появилась своя местная школа. Начальником технического участка до 1953 г. был Калинин Николай Иванович. В его честь и был назван поселок — Калининка. В 1953 г. был построен клуб. В помещении клуба находилась и контора участка. В этом же году была построена шпалорезка. В 1954 — пилорама. Строились дома, была построена контора. Медпункта еще не было, фельдшер находился в д. Мостовая. В 1959 г. образовался Красноярский леспромхоз. Стала появляться техника, провели дорогу до с. Талое. В 1968 г. она была засыпана. Когда образовался Красноярский леспромхоз, к поселку присоединился п. Первомайский. Участок стал называться Первомайским. Помещение школы, которое до этого меняли несколько раз, отдали под квартиры. Построили из бруса дом, сделали пристроили коридор. Эта школа просуществовала до тех пор, пока не была открыта в 1965 г. восьмилетняя школа. Сначала она была маленькой, только четыре классных комнаты, потом сделали пристройку. Детский сад-ясли был рассчитан на 60 детей, была своя прачечная и котельная. Дом культуры был построен на перекрёстке улиц Центральная-Октябрьская, в нём был большой кинотеатр, библиотека, кружки самодеятельности, бильярд, по пятницам, субботам, воскресениям проводились дискотеки. Была построена: почта, кафе Лесоруб (перекрёсток улиц Комсомольская-Октябрьская справа). Расцвет п. Калининка и лесоучастка Первомайский пришелся на 70-80 гг. Были построены: пилорама, гараж, нижний склад. Бесперебойно работал Первомайский лесопункт Красноярского леспромхоза, поставляя древесину на деревообрабатывающие комбинаты г. Красноярска и даже на экспорт. Работали производства пихтового масла, щепы, работала пилорама, строились новые дома, ремонтировались старые. Население к тому времени составляло около 800 человек. Работали учреждения соцкультбыта: школа, детский сад, клуб, библиотека, почта, столовая, промтоварный и продовольственный магазины, хлебный ларек, баня, пекарня, медпункт. Позднее были построены новая контора, пекарня, магазин. В развитии посёлка большая заслуга людей, работающих в то время в должности начальников Первомайского лесоучастка — Векшина Владимира Николаевича, а позднее — Циха Владимира Андреевича. Долгое время работал начальником лесоучастка Ловничий Дмитрий Васильевич. Полная средняя школа была открыта в 1987 г. Здание расширили, построили еще одно крыло. Отдельно выстроили помещение для столовой и мастерских. Директором школы в это время была Минилюк Мария Андреевна. Новый клуб был построен в 1975 г. Там же разместилась библиотека, которая была открыта в 1973 г. В 1994 г. здание клуба сгорело. Клуб был размещен в здании бывшей столовой, а потом в здании бывшего магазина. Библиотека — в здании закрывшегося комбината бытового обслуживания. Первомайский ЛЗУ перестал действовать в октябре 2005 г. Постепенно жители поселка стали разъезжаться. Уехали многие после сокращения школы. В сентябре 2005 г. сократили школу до начальной. Среднее и старшее звено учащихся стали возить в Тальскую СОШ. Для этого был выделен районной администрацией новый автобус.
Жители занимаются своим подворьем: разведением скота, огородничеством. Летом здесь многолюдно: приезжают отдыхающие. Лес приносит свои дары: грибы, ягоды. Они дают сезонный доход жителям поселка, которые занимаются их сбором и продажей.